# Vjačeslavs Stepaņenko
Vjačeslavs Stepaņenko (ros. Вячеслав Степаненко, Wiaczesław Stiepanienko; ur. 1977) – łotewski prawnik, samorządowiec i polityk pochodzenia rosyjskiego, poseł na Sejm (2002−2008). W latach 2009−2020 radny Rygi.

## Życiorys
W 1995 roku ukończył naukę w Liceum Puszkina w Rydze. W 2001 roku został absolwentem Wydziału Prawa Uniwersytetu Łotewskiego.
W wyborach w 2002 po raz pierwszy został posłem na Sejm z listy O Prawa Człowieka w Zjednoczonej Łotwie. W 2003 roku przystąpił do frakcji Partii Zgody Narodowej, zaś w roku następnym do Pierwszej Partii Łotwy. W wyborach w 2006 nie uzyskał reelekcji, objął jednak mandat poselski w związku z urlopem macierzyńskim Inese Šlesere (2006−2008).
W wyborach samorządowych w 2009 został radnym Rygi z listy LPP/LC, stanął na czele Komisji Mieszkaniowej i Ochrony Środowiska. Został przewodniczącym rady spółki miejskiej „Rīgas siltums”. W 2012 roku wszedł w skład zarządu partii Honor Służyć Rydze! (Gods kalpot Rīgai!, GKR). W wyborach w 2013 został ponownie radnym Rygi, stanął na czele frakcji GKR. W wyborach w 2017 był ponownie wybrany na radnego stolicy. W lutym 2020 ogłosił decyzję o odejściu z GKR.
W wyborach w 2022 został liderem łatgalskiej listy wyborczej ugrupowania pod nazwą Władza Suwerena. Został jednocześnie członkiem zarządu ugrupowania.
Był członkiem zarządu Fundacji Domu Rosyjskiego (Krievu nama fonds, KNF). Żonaty z Jūliją Stepaņenko, mają czwórkę dzieci.